# Brachymeria cailliaudi
Brachymeria cailliaudi is een vliesvleugelig insect uit de familie bronswespen (Chalcididae). De wetenschappelijke naam is voor het eerst geldig gepubliceerd in 1864 door Montrouzier.